# إسماعيل دياوارا
إسماعيل دياوارا (بالسويدية: Ismael Diawara) هو لاعب كرة قدم سويدي في مركز حراسة المرمى، ولد في 11 نوفمبر 1994 في أوربرو في السويد. لعب مع نادي لاندسكرونا ‏.

## وصلات خارجية
- إسماعيل دياوارا على موقع الاتحاد الأوربي (الإنجليزية)
- إسماعيل دياوارا على موقع اتحاد النرويج (النرويجية)
- إسماعيل دياوارا على موقع اتحاد السويد (السويدية)
- إسماعيل دياوارا على موقع قاعدة بيانات كرة القدم.إي يو (الإنجليزية)
- إسماعيل دياوارا على موقع ناشيونال فوتبول تيمز (الإنجليزية)
- إسماعيل دياوارا على موقع Soccerway.com (الإنجليزية)